# Оггау-ам-Нойзидлер-Зе
Оггау-ам-Нойзидлер-Зе (нем. Oggau am Neusiedler See) — ярмарочная коммуна (нем. Marktgemeinde) в Австрии, в федеральной земле Бургенланд. 
Входит в состав округа Айзенштадт.  Население составляет 1811 человек (на 31 декабря 2005 года). Занимает площадь 52,19 км². Официальный код  —  10 310.

## Политическая ситуация
Бургомистр коммуны — Эрнст Шмид (СДПА) по результатам выборов 2007 года.
Совет представителей коммуны (нем. Gemeinderat) состоит из 21 места.
- СДПА занимает 12 мест.
- АНП занимает 8 мест.
- местный список: 1 место.